# Aegialites charlottae
Aegialites charlottae es una especie de coleóptero de la familia Salpingidae.

## Distribución geográfica
Habita en  la Columbia Británica (Canadá).